# Jakovljeve ljestvice
Jakovljeve ljestvice (jurnica, lat. Polemonium), biljni rod od tridesetak vrsta jednogodišnjeg raslinja i trajnica iz porodice jurničevki. U Hrvatskoj je na popisu vrsta perasta jurnica (P. caeruleum) nazivana i samo jurnica.
Po ovom rodu nazvana je i porodicea jurničevke.

## Vrste
1. Polemonium acutiflorum
2. Polemonium boreale
3. Polemonium brandegeei
4. Polemonium caeruleum
5. Polemonium californicum
6. Polemonium carneum
7. Polemonium chartaceum
8. Polemonium chinense
9. Polemonium confertum
10. Polemonium eddyense
11. Polemonium elegans
12. Polemonium elusum
13. Polemonium eximium
14. Polemonium foliosissimum
15. Polemonium glabrum
16. Polemonium grandiflorum
17. Polemonium himalaicum
18. Polemonium hingganicum
19. Polemonium longii
20. Polemonium majus
21. Polemonium micranthum
22. Polemonium nevadense
23. Polemonium occidentale
24. Polemonium pauciflorum
25. Polemonium pectinatum
26. Polemonium pulcherrimum
27. Polemonium reptans
28. Polemonium sachalinense
29. Polemonium sibiricum
30. Polemonium sumushanense
31. Polemonium vanbruntiae
32. Polemonium victoris
33. Polemonium villosissimum
34. Polemonium viscosum